# Portugal en el Tour de Francia
El Tour de Francia inició su andadura en 1903 remontándose la primera participación portuguesa  a la edición de 1956, cuando  Antonio Barbosa Alves formó parte del pelotón de salida finalizando la prueba en décimo lugar. Desde entonces, los ciclistas portugueses con mayor número de participaciones en la ronda francesa han sido los siguientes:
| Participaciones | Ciclista          | Ediciones                                                                     |
| --------------- | ----------------- | ----------------------------------------------------------------------------- |
| 13              | Joaquim Agostinho | 1969, 1970, 1971, 1972, 1973, 1974, 1975, 1977, 1978, 1979, 1980, 1981 y 1983 |
| 7               | Sergio Paulinho   | 2007, 2009, 2010, 2011, 2012, 2013 y 2014                                     |
| 6               | Acacio da Silva   | 1986, 1987, 1888, 1989, 1990 y 1992                                           |

## Pódiums en el Tour
Portugal no  ha conseguido ninguna victoria absoluta en el Tour de Francia aunque ha logrado subir al podio de París en  dos ocasiones al obtener Joaquim Agostinho dos terceros puestos en las ediciones de 1978 y 1979

## Vencedores de etapa
El primer ciclista portugués que consiguió una victoria de etapa en el Tour de Francia fue Joaquim Agostinho quien, en la edición de 1969, se impuso en la 5.ª etapa entre Nancy y Mulhouse. Desde entonces, y hasta la edición de 2013, 5 ciclistas han logrado un total de 12 victorias de etapa con el siguiente detalle:
| Victorias | Ciclista          | Etapas |
| --------- | ----------------- | --- |
| 4         | Joaquim Agostinho | 1969 - 5.ª etapa: Nancy – Mulhouse 1969 - 14.ª etapa: La Grande Motte – Revel 1973 - 16.ª (b) etapa: Burdeos – Burdeos 1979 – 17.ª etapa: Moûtiers – Alpe d'Huez |
| 3         | Acacio da Silva   | 1987 – 3.ª etapa: Karlsruhe – Stuttgart 1988 – 4.ª etapa: Le Mans – Évreux 1989 – 1.ª etapa: Luxemburgo – Luxemburgo                                             |
| 3         | Rui Alberto Costa | 2011 – etapa 8.ª: Aigurande – Super-Besse Sancy 2013 – etapa 16.ª: Vaison-la-Romaine – Gap 2013 – etapa 19.ª: Le Bourg d'Oisans – Le Grand Bornand               |
| 1         | Paulo Ferreira    | 1984 – etapa 5.ª: Béthune – Cergy-Pontoise |
| 1         | Sergio Paulinho   | 2010 – etapa 10.ª: Chambery – Gap |

## Maillots

### Maillot amarillo
El maillot amarillo es la prenda que identifica al líder de la clasificación general de la prueba. Se creó en 1919 y su color fue un homenaje al periódico L’Auto cuyas hojas eran amarillas. El primer, y único, ciclista portugués que lo ha portado  fue Acacio da Silva quien en la edición de 1989 lo llevó durante 4 días.